# Stenoma nebrita
Stenoma nebrita es una especie de polilla del género Stenoma, orden Lepidoptera.
Fue descrita científicamente por Walsingham en 1913.

## Distribución
Stenoma nebrita habita en el continente de América, en Panamá, Costa Rica y Guyana.